# Jamesia papulenta
Jamesia papulenta är en skalbaggsart som beskrevs av Thomson 1868. Jamesia papulenta ingår i släktet Jamesia och familjen långhorningar.
Artens utbredningsområde är:
- Costa Rica.
- Nicaragua.
- Panama.

Inga underarter finns listade i Catalogue of Life.